# Szermierka na Igrzyskach Śródziemnomorskich 1997
Zawody szermiercze na Igrzyskach Śródziemnomorskich 1997 odbyły się w czerwcu w Bari.

## Tabela medalowa
| Poz. | Państwo   |   |   |   | Razem: |
| ---- | --------- | - | - | - | ------ |
| 1    | Włochy    | 3 | 3 | 1 | 7      |
| 2    | Francja   | 1 | 0 | 1 | 2      |
| 3    | Hiszpania | 0 | 1 | 2 | 3      |
|      | Razem:    | 4 | 4 | 4 | 12     |

## Wyniki
| Konkurencja   | Złoto:            | Srebro:               | Brąz:              |
| Floret        | Stefano Cerioni   | Javier García Delgado | Alessandro Puccini |
| Szabla        | Giampiero Pastore | Tonhi Terenzi         | Fernando Medina    |
| Szpada        | Frantz Philippe   | Maurizio Randazzo     | Miguel Gómez       |
| Floret kobiet | Giovanna Trillini | Annamaria Giacometti  | Adeline Wuillème   |